# Безымянная (Омская область)
Безымянная — деревня в Большереченском районе Омской области России. Входит в состав Красноярского сельского поселения.

## География
Деревня находится в восточной части Омской области, на левом берегу реки Кайлинка, к западу от реки Иртыш, на расстоянии примерно 3 километров (по прямой) к западу-северо-западу (WNW) от посёлка городского типа Большеречье, административного центра района. Абсолютная высота — 72 метра над уровнем моря.

## Население
| 2002 | 2010 | 2021 |
| ---- | ---- | ---- |
| 113  | ↘88  | ↘44  |

Гендерный состав
По данным Всероссийской переписи населения 2010 года в гендерной структуре населения мужчины составляли 45,5 %, женщины — соответственно 54,5 %.
Национальный состав
Согласно результатам переписи 2002 года, в национальной структуре населения русские составляли 75 %.

## Улицы
Уличная сеть деревни состоит из трёх улиц и одного переулка.

## Полезные ископаемые
В 400 метрах к северо-западу от деревни расположено месторождение кирпичных суглинков